# Witki (Basses-Carpates)
Pour les articles homonymes, voir Witki.
Witki est une localité polonaise de la gmina de Stary Dzików, située dans le powiat de Lubaczów en voïvodie des Basses-Carpates.